# Maouna
Maouna (en árabe: ماونة) es una montaña situada en el noreste de Argelia y con 1411 metros es la montaña más alta de los alrededores de la ciudad de Guelma.

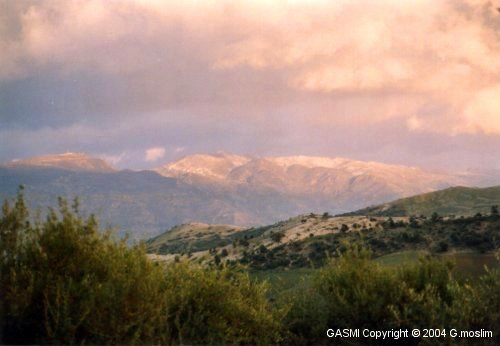
Vistas del Maouna desde Thibilis.

- Datos: Q476281